# El tesoro de la Montaña Azul
El tesoro de la Montaña Azul (italiano: Il tesoro della Montagna Azzurra) es una novela de aventuras del escritor italiano Emilio Salgari. Fue publicada en 1907.

## Trama
Nueva Caledonia, 1867. Don Fernando De Belgrano es un armador del que nada se sabe desde que naufragó mientras exploraba nuevos territorios. Años después el capitán Rodríguez encuentra en el mar unos documentos en los que Don Fernando de Belgrano, a punto de morir, relata sus aventuras y da cuenta de la existencia de un enorme tesoro que llega a sus hijos, Don Pedro y Mina. Informados de estos hechos por el capitán Rodríguez, Don Pedro y su hermana Mina parten en su búsqueda.